# Ottikon bei Kemptthal
Ottikon bei Kemptthal är en ort i kommunen Illnau-Effretikon i kantonen Zürich i Schweiz. Den ligger cirka 15 kilometer nordost om centrala Zürich och cirka 7 kilometer söder om Winterthur. Orten har 498 invånare (2022).